# Lejb-Gwardyjski Sankt-Petersburski Pułk

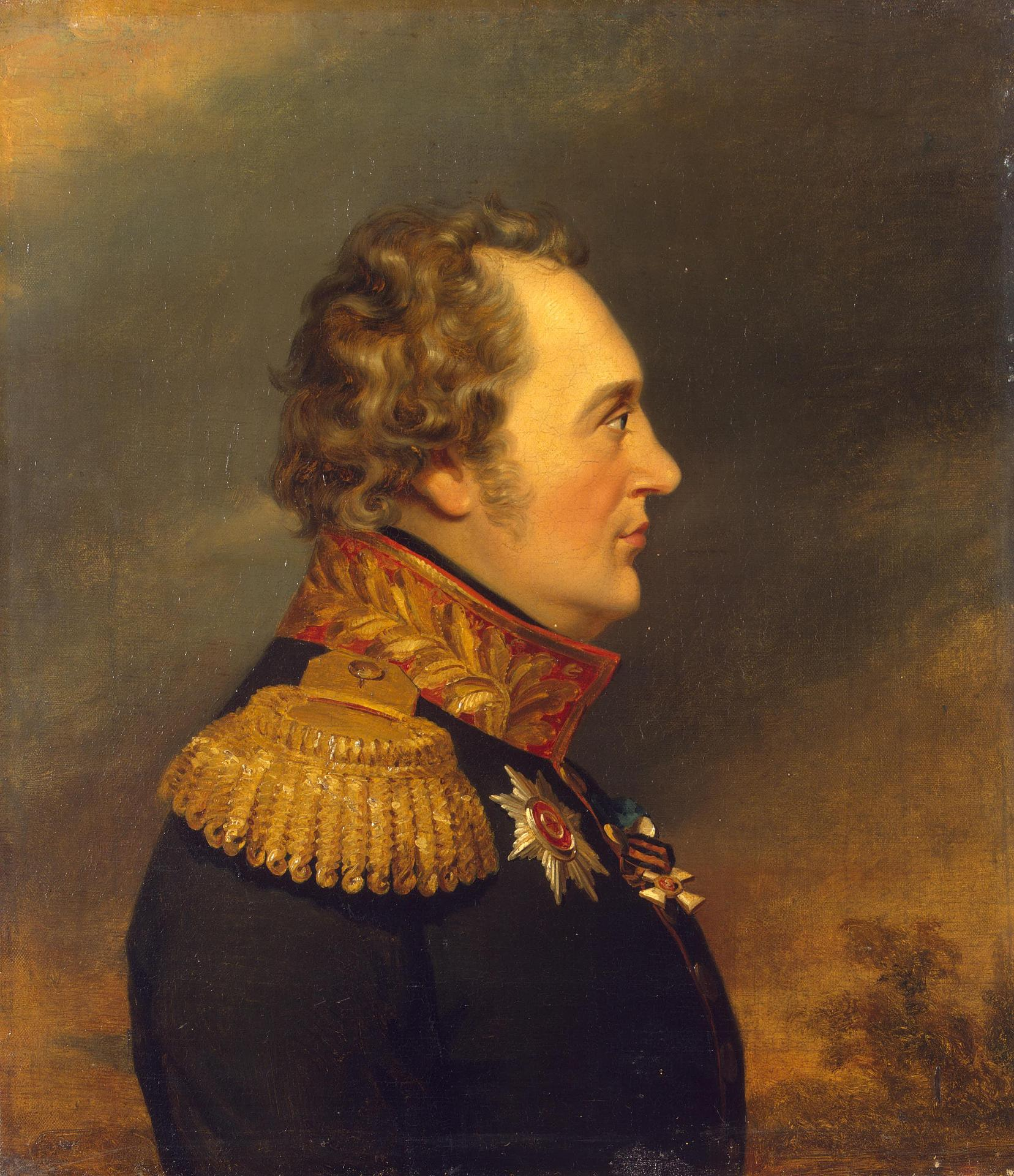
Iwan Nikołajewicz Essen, dowódca pułku 13.09.1794-01.10.1797

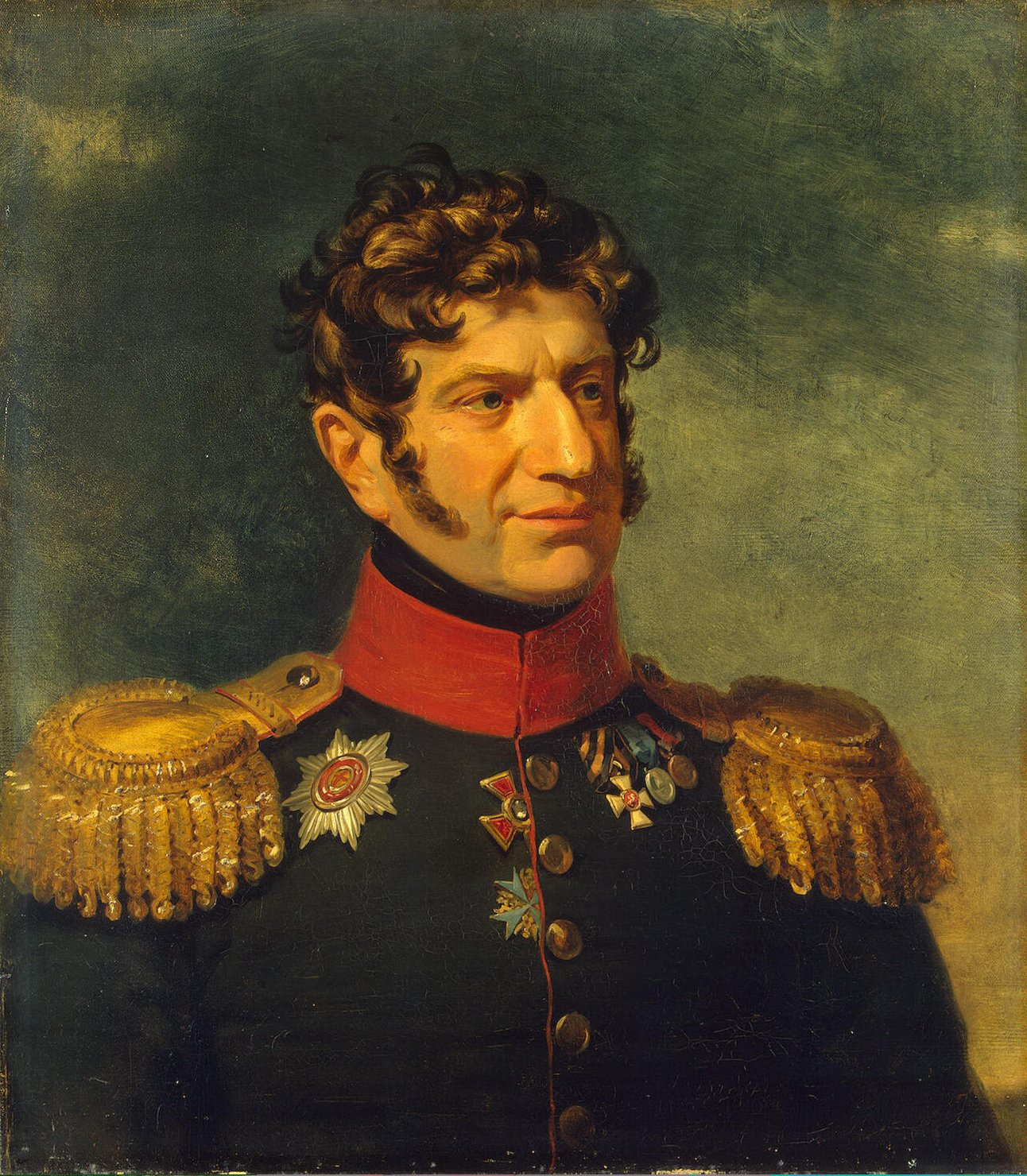
Fiodor Fiodorowicz Rozen IV, dowódca pułku 20.03.1805-17.01.1811

Sankt Petersburski Pułk Lejbgwardii Króla Fryderyka Wilhelma III (ros. Санкт-Петербургский Короля Фридриха-Вильгельма III лейб-гвардии полк) – pułk piechoty Lejbgwardii Imperium Rosyjskiego, sformowany 6 sierpnia 1726, rozformowany w 1918.
Święto pułkowe: 6 sierpnia (rocznica sformowania). Dyslokacja w 1914: Warszawa.
Szefem pułku był król pruski Fryderyk Wilhelm III. 26 lipca 1914 pułk został pozbawiony szefostwa, a w sierpniu tego roku przemianowany na Petersburski Pułk Lejbgwardii.
Pułk wziął udział w działaniach zbrojnych epoki napoleońskiej, a także w działaniach zbrojnych okresu I wojny światowej.
W latach 1886–1913 służbę w pułku pełnił Józef Leśniewski.

## Przyporządkowanie 1 stycznia 1914
- 23 Korpus Armijny (23 АК, 23 армейский корпус), Warszawa
  - 3 Dywizja Piechoty Gwardii (3-я гв. пех. див.), Warszawa
    - Lejb-Gwardyjski Sankt-Petersburski Pułk (Санкт-Петербургский Короля Фридриха-Вильгельма III лейб-гвардии полк), Warszawa.